# Halshageträsk
Halshageträsk är en utdikad sjö, numera bestående av äng och sumpmark i Öja socken, Gotland.
Området genomkorsas av ett antal dräneringskanaler. Området i väster är huvudsakligen betat, medan det östra området är obetade. Inom det betade området förekommer vittåtel, klibbarv, röd getväppling, jordklöver, trådklöver, backklöver, liten sommarvicker, brokförgätmigej, kattfot, sandmaskrosor, råttsvans, lökgamander, dvärgarun, sumpnoppa, pysslingtåg, göknycklar, vit skogslilja, krutbrännare, flugblomster, Sankt Pers nycklar, nattviol, grönvit nattviol, johannesnycklar, flockarun, vårtåtel och lentåtel. Närmare kanalerna är markerna bevuxna med axag och knappag, på den tidigare sjöbotten förekommer ormtunga, klöverärt, lökgamander, ängsnycklar, kärrknipprot, praktsporre, tvåblad, flugblomster, nattviol, grönvit nattviol, tagelsäv, knutört, dvärgarun, sydsmörblomma, gulkämpar och smultronklöver. På kanalvallen växer även honungsblomster.
I de obetade delarna en del andra växter som kalkkrassing, färgmåra, liten getväppling, praktbrunört, långbladig spåtistel, alvaragnsäv, bergven, smalgröe, toppjungfrulin och stenmalört.
I anslutning till en mindre betad hästhage i den forna sjöns östra delar förekommer också några intressanta växtlokaler.